# Willem Bartel van der Kooi
Willem Bartel van der Kooi (født 13. maj 1768 i Augustinusga i Achtkarspelen,, død 14. juli 1836 i Leeuwarden, Nederlandene) var en frisisk portrætmaler.

## Liv og gerning
Willem Bartel van der Kooi var søn af Binne van der Kooi, en kontorassistent på rådhuset, og Teetske Willems. Han voksede op i landsbyen Augustinusga (i Achtkarspelen kommune) i det nordlige Frisland. Han viste tidligt interesse for tegning og modellering.
Hans forældre tillod ham at komme i lære hos Wessel Pieters i Buitenpost og da han var 12 år gammel sendte de ham til Leeuwarden for at studere hos den franske maler Frans Swart, hos hvem han dog kun var et år. Takket være formidling fra Ulbo van Burmania, borgmester i Ljouwerteradiel, kom Willem i 1783 til amatørmaleren Johannes Verrier i Leeuwarden. Under dennes ledelse engagerede han sig udelukkende i tegning i tre år. Senere praktiserede han med sin venner Dirk Jacobs Ploegsma og J.V. Nicolay i at male med olie, også ved Verrier. I det væsentlige autodidakt tog han i 1794 et par lektioner i landskabsmaleri hos kunstner Harmen Wouters Beekkerk i Leeuwarden, som han i sit senere liv sjældent udøvede.
Forældrene tilhørte en patriotisk familie, der støttede den bataviske revolution. Den politiske udvikling i 1795 bevirkede, at maleriet mistede betydning. Han blev udnævnt som folkelig repræsentant for den frisiske befolkning og til sekretær for Achtkarspelen. I 1798 blev han lektor ved universitetet i Franeker og forblev i denne stilling, indtil universitetet blev lukket i 1808.
Af betydning for hans udvikling som portrætmaler blev en tur til Düsseldorf i 1804 for at studere de store mestre, blandt andet Anthony van Dyck.
I 1813 bosatte han i Leeuwarden, hvor han underviste mange studerende, blandt andet T. Eernstman, C. Wester, A.G. Swart, D. Hansma, J. de Jong, J.H. Heijmans, J.J.G. van Wicheren, S. Bonga, G. Fellinga, C.B. Buijs, W. de Haan, Otto de Boer, Gosling Posthumus, Servaas de Jong, Tjeerd Andringa, Wilhelmina Geertruida van Idsinga.
I 1808 vandt han ƒ 2000,- Florin i den første den Nationale Kunstudstilling i Amsterdam med hans maleri "It Minnebrief" (Kærlighedsbrevet), der gav ham flere opgaver for at lave portrætter. I august 1809 blev han en korrespondent for det fjerde klasse af Koninklijk Nederlandsch Instituut van Wetenschappen, Letterkunde en Schoone Kunsten (Kongelige Nederlandske Institut for Videnskab, Skrivkunst og Finere kunst) i Amsterdam. Efter indlemmelsen af Kongeriget Holland i det franske imperium i 1810, lod Napoleon reorganisere universitetsuddannelsen, og universitetet i Franeker blev lukket i 1811, hvorved Van der Kooi mistede sin stilling. I 1813 forlod han Franeker og flyttede til Leeuwarden, hvor han forblev indtil sin død i 1836.
Hans berømmelse voksede, og i 1818 fik han til opgave at lave nogle portrætter af kong Vilhelm 1. af Nederlandene og hans kone Wilhelmine af Preussen.
Van der Kooi malede et stort antal portrætter, herunder et portræt af astronom Eise Eisinga. I det Frisiske Museum hænger mange værker, for eksempel maleriet "It Minnebrief".

## Familie
Han blev gift med Antje Haijes i hendes hjemby Bergum den 21. april 1805. De fik to børn, Binne (1806) og Haije (1807). Hans unge kone døde i barselsseng ved fødslen af deres tredje søn, i 1809.

## Galleri
- It Minnebrief
- It fersteure pianospyljen
- Eise Eisinga
- Selvportræt, pegende til portrættet af hans døde kollega Dirk Ploegsma
- Nicolaas Pierson Tholen
- 'De vrouw van Sebastiaan Leerse 
(Sebastiaan Leerses hustru)
- Adriaen Pieter Twent
- Rhijnvis Feith